# Den Evige Jøde
Den Evige Jøde (i romanske sprog omtalt som Den Vandrende Jøde) er en figur fra kristen folklore, en jødisk mand, som ifølge legenden hånede Jesus på hans vej til korsfæstelsen og derefter blev forbandet til at skulle vandre rundt på jorden indtil Jesu genkomst. Beskrivelsen af, hvordan jøden spottede Jesus, varierer i forskellige versioner af beretningen ligesom hans karakter; nogle gange siges han at være en skomager eller handelsmand, og andre gange formodes han at være dørmanden på Pontius Pilatus' ejendom og dermed en romer snarere end en jøde.
Når nogle fortolkere ser den "Evige Jøde" som en metaforisk personifikation af den jødiske diaspora, var den skjulte mening, som kæder de to sammen, Jerusalems ødelæggelse som straf for jødernes ansvar for korsfæstelsen. Et mere allegorisk syn mener, at i stedet personificerer den "Evige Jøde" enhver person, som har indset fejlen ved sin egen ondskab, hvis latterliggørelse af passionen gengiver menneskehedens ufølsomhed over for andre menneskers lidelser.
Den Evige Jøde har haft flere navne, deriblandt Ahasverus, Jerusalems skomager, Buttadeus, Kartofilus, Isaac Laquedem (et navn han fik i Frankrig, såvel i folkefortællinger som i Dumas), og Juan Espera en Dios (spansk: "Johannes, [som] venter på Gud").

## Legendens oprindelse
Ifølge Leonhard Neubaur er legenden baseret på Jesu ord i Matthæusevangeliet 16:28:
Sandelig siger jeg jer: Nogle af dem, der står her, skal ikke smage døden, før de ser Menneskesønnen komme i sit rige.
En tro på, at den discipel, Jesus elskede ikke ville dø før Kristi genkomst, var tilsyneladende så populær allerede tidligt i Kristendommen, at den blev fordømt i Johannesevangeliet:
v20 Da Peter vender sig om, ser han den discipel følge efter, som Jesus elskede, og som ved måltidet havde siddet lige ved siden af ham og spurgt: Herre, hvem er det, der skal forråde dig? v21 Da nu Peter så ham, sagde han til Jesus: »Herre, hvad så med ham?« v22 Jesus sagde til Peter: »Hvis jeg vil, at han skal leve, til jeg kommer, hvad angår det så dig? Følg du mig!« v23 Da kom det forlydende ud blandt brødrene, at den discipel ikke skulle dø. Men Jesus havde ikke sagt, at han ikke skulle dø, men: Hvis jeg vil, at han skal leve, til jeg kommer, hvad angår det så dig? (Johannes 21:20-23)
En faktisk forgænger for den Evige Jøde er omtalt i Flores Historiarum af Roger af Wendover i år 1228. En armensk ærkebiskop, som besøgte England, blev af munkene af St Albans Abbey spurgt, om den berømte Josef fra Arimatæa, som havde talt til Jesus, og som stadig var i live. Ærkebiskoppen svarede, at han ikke selv havde set ham i Armenien, og at hans navn var Kartafilus , en jødisk skomager, som, da Jesus stoppede for at hvile et kort øjeblik, mens han bar sit kors, slog ham og sagde "Fortsæt, Jesus! Fortsæt! Hvorfor nøler du?", hvortil Jesus, "med et strengt ansigtsudtryk", efter sigende skulle have svaret: "Jeg skal stå og hvile mig, men du skal fortsætte til den sidste dag." Den armenske biskop fortalte også, at Kartafilus siden havde konverteret til kristendommen og brugt sine vandringsdage til at omvende andre og leve som eremit.
Matthew Paris inkluderede denne passage fra Roger af Wendover i sin egen historie; og andre armenere kom i 1252 til Abbey of St Albans og gentog den samme historie, som dér blev betragtet som et stort bevis på den kristne religions sandhed (Matthew Paris, "Chron. Majora", v. 340-341). Den samme ærkebiskop dukkede op i Tournai i 1243 og fortalte den samme historie ifølge Chronicles of Phillip Mouskes (kapitel ii. 491, Brussels, 1839).

## Udbredelse af legenden
Legenden blev mere populær i det tidlige 17. århundrede, efter at den var dukket op på et skrift med titlen Kurtze Beschreibung und Erzählung von einem Juden mit Namen Ahasverus (kort beskrivelse og fortælling om en jøde med navnet Ahasverus). Dette er angiveligt blevet trykt i Leiden i 1602 af Christoff Crutzer, men man har ikke kunnet finde nogle spor af en trykker med det navn, og man har ikke endeligt kunne konstatere det rigtige sted og den rigtige trykker. 

Legenden spredte sig hurtigt gennem Tyskland, otte forskellige oplag blev udgivet i 1602; i alt fyrre oplag i Tyskland før slutningen af det 18. århundrede. Man kender til otte oplag på hollandsk og flamsk, og legenden fortsatte snart til Frankrig, da det første franske oplag dukkede op i Bordeaux, 1609, og til England, hvor den blev fremstillet som parodi i 1625 (Jacobs og Wolf, "Bibliotheca Anglo-Judaica", p. 44, No. 221). Skriftet blev også oversat til dansk og svensk.
En variation af historien blev senere tillagt Longinus, soldaten som gennemborede Jesu side, mens han hang på korset. En helt anden version erklærer, at vandreren er tjeneren Malchus, hvis øre Sankt Peter skar af i haven i Getsemane (Johannes 18:10), som var dømt til at vandre indtil Kristi genkomst. Hans gerning associeres på nogle måder med spotten af Jesus og fremstilles sådan på en løbeseddel fra 1584.

## Den Evige Jøde i litteraturen
Figuren af den dømte synder, tvunget til at vandre uden håb om hvile i døden før tusindårsriget, gjorde stort indtryk, hovedsageligt med henvisning til det vandrende jødiske folks tilsyneladende udødelighed. Disse to aspekter af legenden er repræsenterede i de forskellige navne, som den centrale figur har fået. I tysktalende lande omtales han som "Der Ewige Jude" (Den Evige Jøde), mens han i lande med romanske sprog er kendt som "Le Juif Errant" og "L'Ebreo Errante"; den engelske version, "the Wandering Jew", den vandrende jøde, har fulgt de andre romanske sprog, muligvis fra fransk. Den spanske navn er Juan Espera en Dios, "Johannes [som] venter på Gud", eller, oftere brugt, "El Judío Errante".
Den Evige Jøde er med i et sekundært plot i Matthew Lewiss gotiske roman The Monk, første gang udgivet i 1796. Legenden har også været genstand for digte af Schubart, Aloys Schreiber, Wilhelm Müller, Lenau, Chamisso, Schlegel, Julius Mosen (et epos, 1838) og Köhler; for romaner af Franz Horn (1818), Oeklers og Schücking; og for tragedier AF Klingemann ("Ahasuerus", 1827) OG Zedlitz (1844). H.C. Andersen gjorde sin "Ahasuerus" til tvivlens engel og blev imiteret af Heller i et digt om "Ahasuerus' Vandren" , som han efterfølgende udviklede til tre sange. Robert Hamerling identificerer i sin "Ahasver in Rom" (Wien, 1866) Nero med Den Evige Jøde. Goethe havde designet et digt om Jøden, hvis plot han skitserede i sit "Dichtung und Wahrheit".
I Frankrig var Den Evige Jøde med i Simon Tyssot de Patots La Vie, les Aventures et le Voyage de Groenland du Révérend Père Cordelier Pierre de Mésange (1720). Edgar Quinet udgav sit prosaepos om legenden i 1833 og gjorde det til verdens dom, og Eugène Sue skrev sin Juif Errant i 1844. Fra sidstnævntes værk, hvori forfatteren forbinder Ahasuerus' historie med den om Herodias, har de fleste deres viden om legenden. Greniers digt om Jøden (1857) kan have været inspireret af Gustave Dorés designudkast udgivet det forgående år. Man bør også bemærke Paul Féval, den ældres La Fille du Juif Errant (1864), som kombinerer flere fiktive Evige Jøder, både heroiske og onde, og Alexandre Dumas, den ældres' ufuldendte Isaac Laquedem (1853).
I England er der — udover balladen i Thomas Percys Reliques og genskrevet i Francis James Childs Engelske og skotske ballader (1. oplag, viii. 77) — et drama med titlen The Wandering Jew, or Love's Masquerade, skrevet af Andrew Franklin (1797). William Godwins roman St. Leon (1799) har motivet om den udødelige mand, og Shelley introducerede Ahasuerus i sin "Queen Mab". George Crolys "Salathiel", som kom frem anonymt i 1828, omhandlede Jøden på en opfindsom måde; den blev genudgivet som "Tarry Thou Till I Come" (New York, 1901).

Ved begyndelsen af det 20. århundrede havde jødiske forfattere og kunstnere tilvendt sig det stærke symbol til at udtrykke eksilets lidelse og håbet om genfødslen af den jødiske stat. Den store sovjetiske satiriker Ilya Ilf og Evgeny Petrov fik deres helt Ostap Bender til at fortælle historien om Den Evige Jødes død i hænderne på ukrainske nationalister i The Little Golden Calf.
I den postapokalyptiske science-fiction bog A Canticle For Leibowitz, skrevet af Walter M. Miller, Jr. og udgivet i 1959, er en figur, der kan ses som værende Den Evige Jøde, den eneste, som medvirker i alle romanens tre dele.

## Figurer i film
I filmen The Seventh Sign fra 1988 er denne legendariske figur med som Fader Lucci, som identificerer sig selv med den århundredgamle Kartofilus, Pilatus' portvagt, som tog del i at plage Kristus før dennes korsfæstelse. Han ønsker at hjælpe med at fremskynde verdens ende, så hans endeløse vandren endelige kunne ophøre.

## Beslægtede legender
Heinrich Heine bemærkede en stærk overensstemmelse mellem legenden om den Evige Jøde og den om Den flyvende Hollænder. Lignende legender har blandt andet været omkring sigøjnernes oprindelse. I en version nedstammer sigøjnerne fra den smed, som smedede sømmene brugt til korsfæstelsen. Sigøjnernes evige vandring og udelukkelse blev derfor forklaret med, at de forrådte Jesus på nogenlunde samme måde, som man forklarer pogromerne mod jøderne. Der findes en alternativ version fortalt af sigøjnere, hvori en klog sigøjner stjal nogle af sømmene, før Jesus blev sat på korset, og lettede på den måde hans lidelse en smule og blev velsignet til evig tid af Kristus. I Første Mosebog bliver Kain idømt en lignende straf; at vandre til landet Nod (som betyder 'vandrende'), og vandre over jorden og aldrig igen kunne høste. Mormons Bog indeholder de Tre Nephis'  som også blev udødelige efter at være blevet påvirket af Jesus. De fik dog tildelt udødeligheden som en belønning, snarere end som en straf. En anden fordømt vandrer kan findes i den irske fortælling om Jack-o'-lantern. Mahabharata beretter om Ashwatthama, som overlevede den store krig og blev forbandet til at leve som spedalsk for sine forbrydelser, hvor han dræbte krigere, mens de sov.